# Heidi Klum
Heidi Klum (Bergisch Gladbach, 1 juni 1973) is een Duits fotomodel en tv-presentatrice.

## Levensloop
Ze werd bekend uit de 'swimsuit' edition van het blad Sports Illustrated.
Klum werd door honderden miljoenen televisiekijkers aanschouwd toen zij op 9 december 2005 in Leipzig de loting presenteerde voor het Wereldkampioenschap voetbal 2006. Bij die gelegenheid demonstreerde ze een bal hoog in de tribune te kunnen trappen. Ze was gekleed in een lange blauwe jurk, die onzedelijk was naar het oordeel van de Iraanse televisie; alle beelden van Heidi Klum werden in Iran uit de uitzending geknipt.
Tijdens diezelfde loting werd Klum door de woordvoerder van de FIFA naar voren geroepen om een steentje bij te dragen aan de loting, iets wat ze naar eigen zeggen maar al te graag wilde doen. Te midden van voormalige topvoetballers als Johan Cruijff, Lothar Matthäus, Pelé en Roger Milla mocht Klum door middel van het husselen van de ballen bepalen in welke groep Servië en Montenegro terecht zou komen. Zij koppelde het land aan groep C, waar op dat moment Nederland, Argentinië en Ivoorkust al deel van uitmaakten.
Klum heeft haar eigen televisieserie in Duitsland: Germany's Next Topmodel (naar analogie van de Amerikaanse serie America's Next Topmodel met Tyra Banks) Ze heeft uit duizenden meisjes samen met een runwaytrainer, een visagist en een kapper een paar meisjes gekozen. Samen met haar team probeert ze de beste eruit te kiezen om haar opvolger te vinden. Anno 2024 telt de serie al 19 seizoenen. Heidi Klum was ook de presentatrice van het Amerikaans designprogramma Project Runway van 2004 tot 2017.
Klum was vanaf 2013 tot en met 2018 te zien als jurylid in het Amerikaanse televisieprogramma America's Got Talent, in 2020 keerde ze terug als jurylid. Daarnaast was ze te zien als jurylid in de spin-offs van de show, America's Got Talent: The Champions (2019-2020), America's Got Talent: All Stars (2023), en America's Got Talent: Fantasy League (2024).

### Privé
Van 1997 tot 2002 was ze getrouwd met stylist Ric Pipino. In 2004 kreeg ze een dochter uit een relatie met Flavio Briatore. Ze trouwde in 2005 met zanger Seal Samuel, die haar dochter adopteerde. Het koppel kondigde in januari 2012 aan te gaan scheiden. Van 2009 tot de bekendmaking van de echtscheiding besloot zij zich bij de achternaam van haar man te laten noemen. Met Samuel heeft ze twee zonen en een dochter.
Klum trouwde in augustus 2019 met Tom Kaulitz.

## Filmografie
| Jaar | Film                                | Rol                          |
| ---- | ----------------------------------- | ---------------------------- |
| 1998 | Studio 54                           | VIP Patron                   |
| 2001 | Blow Dry                            | Jasmine                      |
| 2003 | Blue Collar Comedy Tour             | Victoria's Secret Sales Girl |
| 2004 | Ella Enchanted                      | Brumhilda                    |
| 2004 | The Life and Death of Peter Sellers | Ursula Andress               |
| 2006 | The Devil Wears Prada               | Zichzelf                     |
| 2007 | Perfect Stranger                    | Victoria's Secret Party Host |
| 2011 | Hoodwinked Too! Hood vs. Evil       | Heidi                        |
| 2018 | Ocean's 8                           | Zichzelf                     |

### Verdere films/series
- 1998–1999: Chaos City (televisieserie, 7 afleveringen)
- 2000: Cursed (televisieserie, 1 aflevering)
- 2001: Zoolander (film, cameo-optreden)
- 2001: Sex and the City (televisieserie, aflevering 4x02)
- 2002: Malcolm mittendrin (televisieserie, 1 aflevering)
- 2002: CSI Miami (televisieserie, aflevering 2x01)
- 2004–2017: Project Runway (televisieshow)
- 2007: How I Met Your Mother (televisieserie, 1 aflevering)
- 2010: Desperate Housewives (televisieserie, cameo-optreden)
- 2011: Seriously Funny Kids (televisieserie, 5 afleveringen)
- 2012–2016: Littlest Pet Shop – Tierisch gute Freunde (televisieserie, stem)
- 2013: Parks and Recreation (televisieserie, 2 afleveringen)
- 2016: Zoolander: Supermodel (televisieserie, stem)
- 2019: Arctic Dogs (stem)
- 2023: Die Bergretter - Bruderliebe (televisieserie)

### Muziekvideo's
- 2001: Young, fresh n' New von Kelis
- 2002: Love Foolosophy von Jamiroquai
- 2006: Secret von Seal
- 2015: Fire Meet Gasoline von Sia

### Film en televisie actueel
- sinds 2006: Germany’s Next Topmodel (televisieshow)
- sinds 2013: America’s Got Talent (televisieshow)
- sinds 2019: Queen of Drags (televisieshow)
- sinds 2020: Making the Cut (televisieshow)

### Videogames
- 2003: James Bond 007: Everything or Nothing (Verenigde Staten, stem)

### Boeken
- met Alexandra Postman: Natürlich erfolgreich. Krüger-Verlag, Frankfurt am Main 2005, ISBN 3-8105-1277-X.
- Der kleine schwarze Wackelzahn. (Pixi-Serie 200: Alle lieben Pixi) Carlsen-Verlag, Hamburg 2011, ISBN 978-3-551-05200-1.

### Muziek
- Wonderland (Single), Warner Music Group, 2006
- Chai Tea With Heidi (Single), KAA Entertainment, 2022 (met Snoop Dogg & WeddingCake; #8 van de Duitse Single-Trend-Charts van 21 januari 2022)
- Sunglasses at Night, Warner Music Group Germany, 2024